# Rio Doce

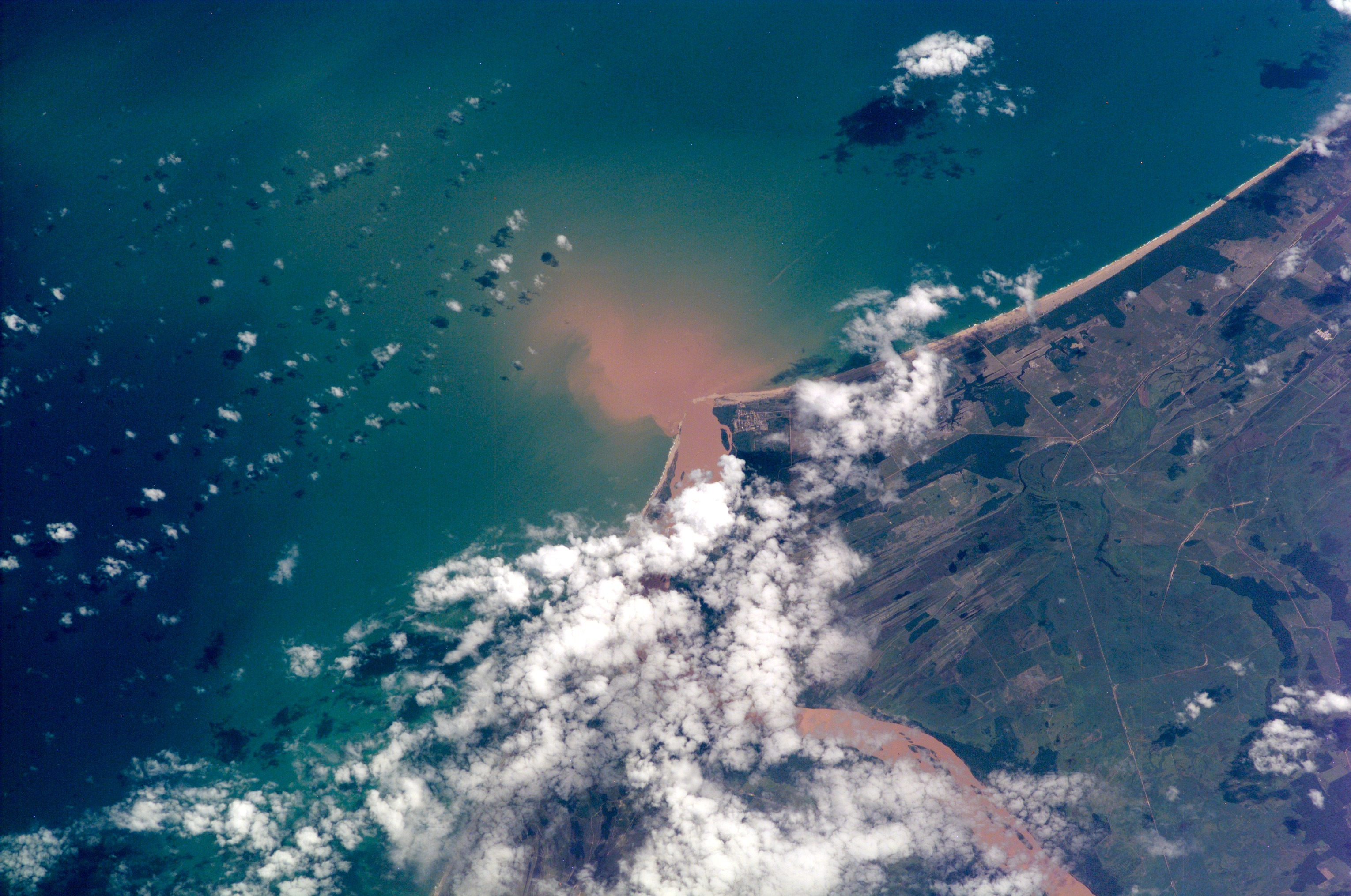
Il delta del Rio Doce nell'oceano Atlantico

Il Rio Doce (in portoghese "Rio Doce", letteralmente "fiume Dolce") è un fiume brasiliano, noto per la catastrofe ambientale provocata dal crollo di un bacino di lagunaggio avvenuta a Mariana nel novembre del 2015.

## Geografia
Le sorgenti del Rio Doce si trovano sulla Serra da Mantiqueira a 1220 metri di altitudine; nell'alto corso, il fiume è noto come Piranga, denominazione che abbandona presso la città di Ouro Preto quando riceve le acque del suo maggiore affluente, il Rio Carmo. Scorrendo in direzione nord-est attraversa tra le città di Ipatinga, Governador Valadares, Conselheiro Pena e dopo un tragitto di 853 kilometri sfocia nell'Oceano Atlantico presso la città di Linhares. Poiché il suo corso ricade interamente negli stati del Minas Gerais e dell'Espírito Santo, il Rio Doce è il più lungo fiume interamente compreso nella Regione Sudest del Brasile. I suoi principali affluenti sono: Piracicaba, Casca, Matipó, Caratinga-Cuieté, Manhuaçu, Santo Antônio e Suaçuí Grande, nello stato di Minas Gerais; Pancas, Guandu e São José, nello stato di Espírito Santo.

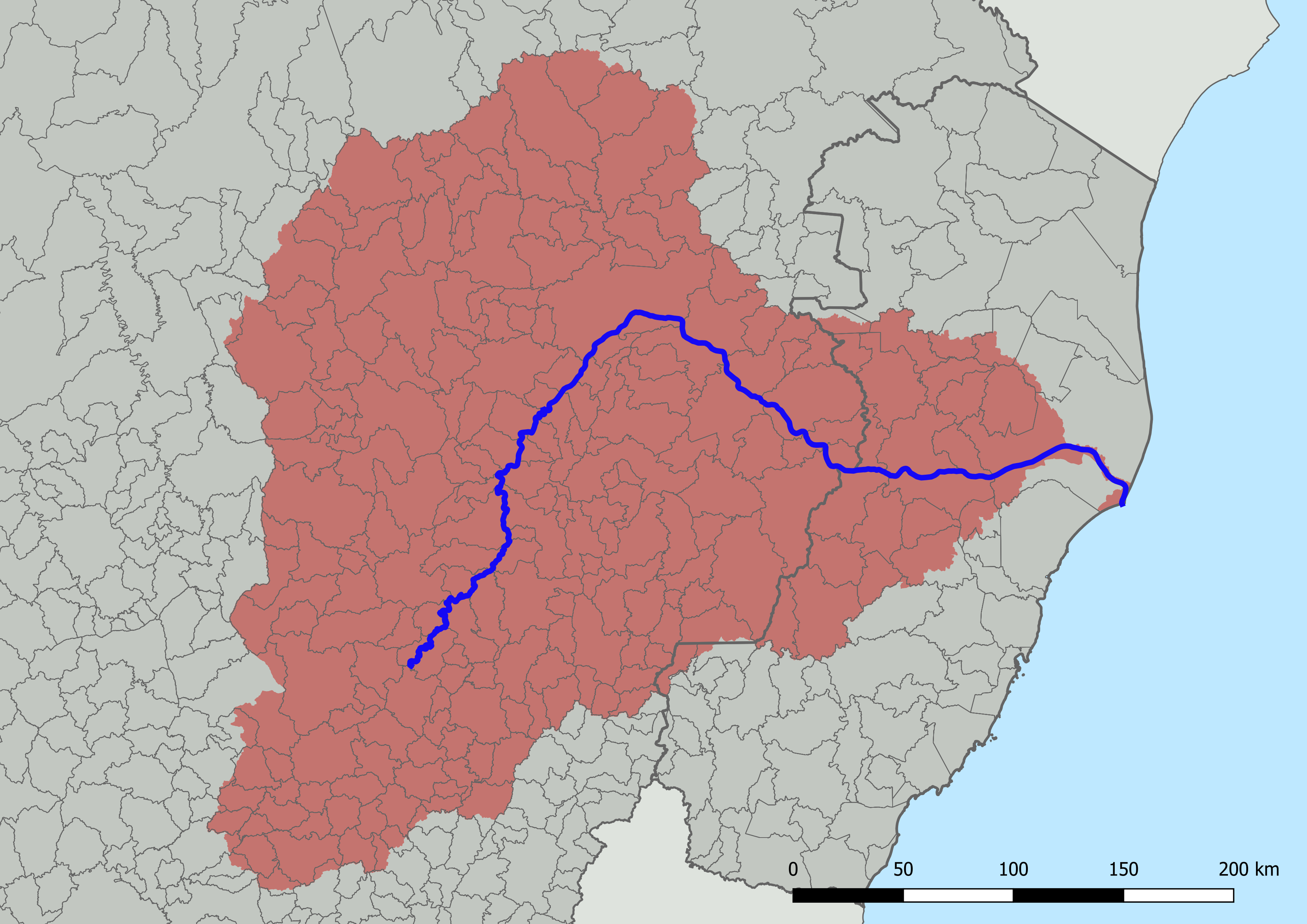
Mappa del bacino idrografico del Rio Doce

## Economia
Il Rio Doce ha una grande importanza economica per la regione. Il bacino è sede del più grande complesso di produzione di acciaio in America latina. Vi si trovano tre delle cinque più grandi aziende dello stato di Minas Gerais: la Companhia Siderúrgica Belgo Mineira, la Arcelor Mittal (Acesita) e la Usiminas. La più grande miniera a cielo aperto del mondo è gestita nel bacino dallaCompanhia Vale do Rio Doce. Questi conglomerati industriali hanno un ruolo importante nelle esportazioni brasiliane di minerale di ferro, acciaio e di cellulosa (Cenibra). Inoltre, il bacino del Doce contribuisce notevolmente alla produzione di caffè nel Minas Gerais ed Espírito Santo così come frutta nello Espírito Santo. Il 15% del PIL dello stato del Minas Gerais viene prodotto dalla regione di Ipatinga, che costituisce il 5,4% del PIL brasiliano. Ipatinga è la maggiore città della Regione Metropolitana di Vale do Aço.
L'economia del bacino si basa sulle seguenti attività:
1. agricoltura: latte e da carne bovina, allevamento di maiali, caffè, canna da zucchero, frutta, verdura e cacao;
2. industria: siderurgia, metallurgia, meccanica, chimica, cibo, alcool, tessile, cuoio, carta e pasta di carta;
3. miniere: ferro, oro, bauxite, manganese e pietre preziose

Secondo l'annuario statistico del Brasile (IBGE) il bacino del Doce ha una popolazione di circa 3.100.000 abitanti, con la popolazione urbana che costituisce il 68,7% della popolazione totale. Negli ultimi anni la popolazione è diminuita, soprattutto nelle piccole città e nelle zone rurali fino al 40% della loro popolazione.
Le principali città situate lungo la Doce o nel suo bacino sono: Timóteo, Coronel Fabriciano, Ipatinga, Governador Valadares, Colatina e Linhares.

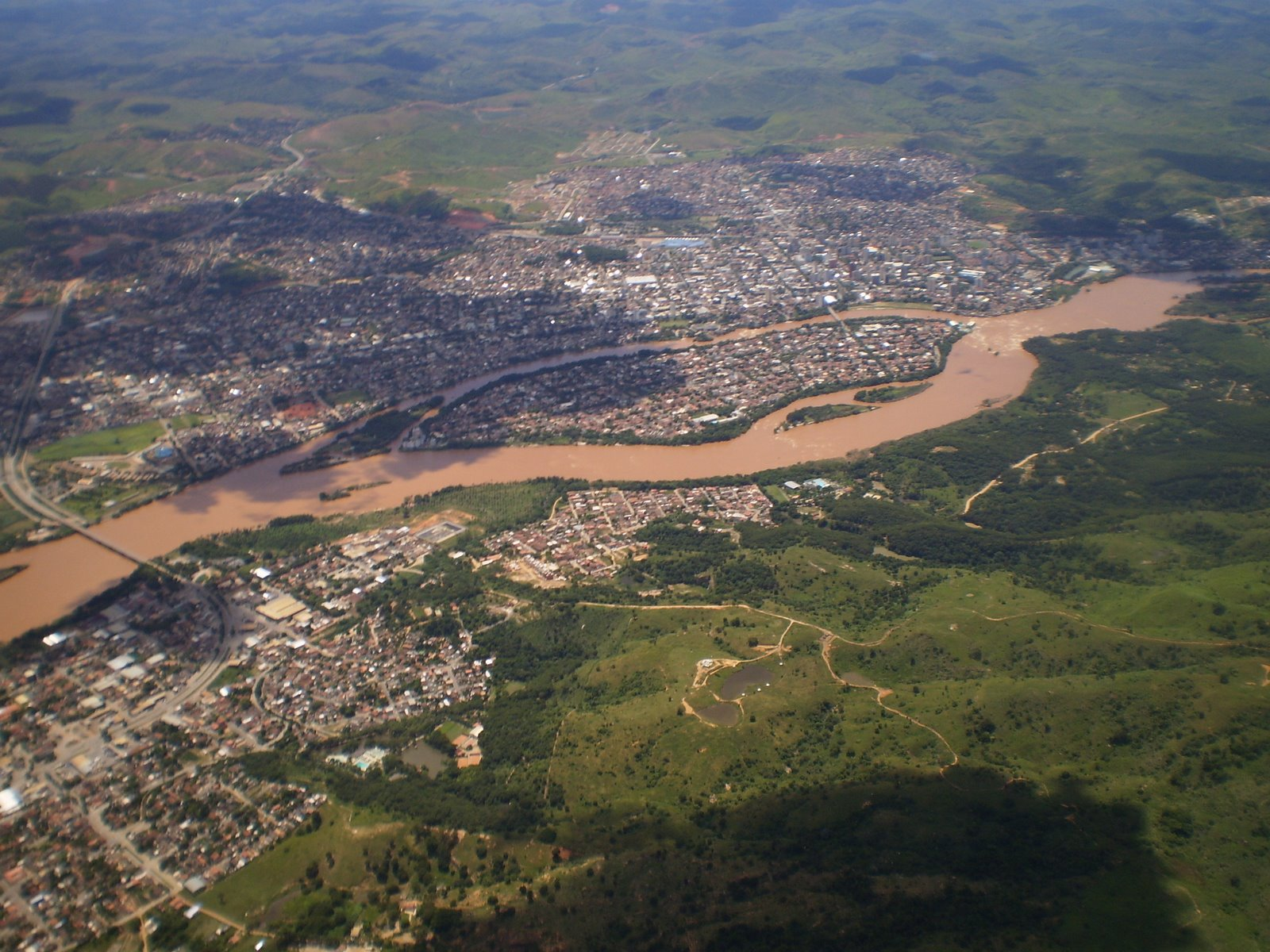
L'attraversamento del Doce nella città di Governador Valadares

Secondo la classificazione di Koppen, ci sono tre tipi di clima nel bacino del Doce:
- Tropicale con clima altitudine, con piogge estive ed estati fresche, presenti sulle pendici della Mantiqueira e le montagne Espinhaço e alle sorgenti del Rio Doce.
- Tropicale con clima altitudine, con piogge estive ed estati calde, presenti alle fonti di suoi affluenti.
- Clima caldo con piogge estive, presenti nelle sezioni centrali e inferiori del Doce e dei suoi affluenti.

## Catastrofe ambientale
La biodiversità del fiume è stata annientata nel novembre del 2015 quando 62 milioni di metri cubi di fanghi tossici e acque acide di origine mineraria si sono riversate sul Rio Carmo e da questo hanno raggiunto il Rio Doce. L'accaduto rappresenta la più grave catastrofe ambientale mai avvenuta nella storia del Brasile

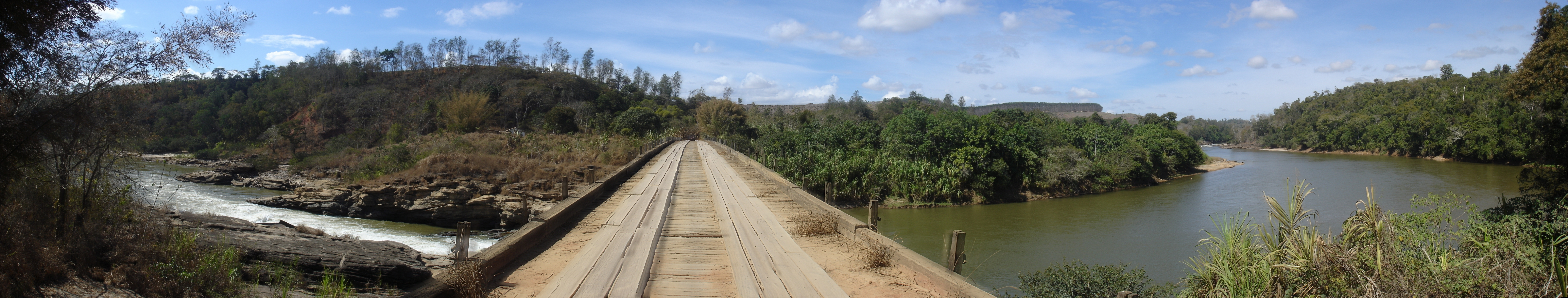
Panorama del ponte Queimada sul Rio Doce, Doce River State Park, Bom Jesus do Galho.